# Казки про дивних
«Казки про дивних» (англ. Tales of the Peculiar) — збірка казок американського письменника  Ренсома Ріґґза. Книга вийшла 3 вересня 2016 року у видавництві дитячої літератури «Даттон Букс» (англ. Dutton Books). 
До збірника ввійшло 10 казок: «Чарівливі канібали», «Принцеса з роздвоєним язичком», «Перша імбрина», «Жінка, яка дружила з привидами», «Кокоболо», «Голуби святого Павла», «Дівчина, яка вміла приручати нічні жахіття», «Сарана», «Хлопець, який зміг приборкати море», «Казка про Катберта».
Ілюстратором збірки став Ендрю Девідсон, який використав техніку гравірування по дереву.

## Автор про книгу
В одному з інтерв'ю Ренсом Ріггз так презентує цю книгу:
|  | Звісно, є «Дім дивних дітей» — книга, на якій базується фільм. Також є два сиквели — «Місто порожніх» та «Бібліотека душ». Ці три книги утворюють свого роду арку. Коли я закінчив писати, в мене виникло почуття незавершеності. В «Місті порожніх» та «Бібліотеці душ» діти знову і знову використовують одну важливу річ, яка допомагає їм виходити зі скрутних становищ —— збірку «Казки про дивних». Це величезна стара книга казок у шкіряній палітурці, події якої відбуваються в світі дивних. Це щось на кшталт збірки казок Братів Грімм, тільки для дивних. Діти ростуть разом із цими історіями та знають їх на пам'ять. Я написав декілька казок у другій частині серії про дивних, коли дім дивних дітей зруйнували і дітлахи мали втікати з острова. Вони навантажуюють човен речами, серед яких й ця величезна книга, адже розповіді з книги допомагають їм у важких ситуаціях. |

## Сюжет

### Передмова
Укладачем збірки є Мілард Нагінс, філолог, відомий вчений та колишній підопічний пані Сапсан (невидимий хлопчик зі серії книг про дивних дітей). У це портативне видання він умістив лише свої улюблені казки (існує величезний тритомник, що, мабуть, важчий за його подругу Бронвін) та додав до них власні коментарі щодо історичного та контекстуального розуміння розповідей. Мілард уклав збірку з надією, що книга стане приємним супутником дивних дітей під час їхніх подорожей та пригод. Рекомендовано читати казки вголос та тільки перед дивною аудиторією.

### Чарівливі канібали
У селі Свомпмак жили скромним життям фермери, що мали одну дивну особливість — вони могли відрощувати втрачені кінцівки. Одного дня, до них навідалися багаті цивілізовані канібали, які почали скупляти у фермерів кінцівки, а останні, відійшовши від свого сільського життя, почали на отримані гроші  один наперед другого замість своїх очеретяних хатин зводити розкішні будинки. Чим більше селяни продавали своїх кінцівок, тим все розкішнішими ставали  будинки. Врешті-решт, дійшло до того, що фермери, аби побудувати ще кращі домівки, почали продавати канібалам ті частини тіла, які в них не відростали — носи, вуха та язики. А канібали, скориставшись їхньою безпорадністю, поселилися в селянських хоромах, а самих селен прив'язали до стовпів та почали харчуватися їхніми кінцівками безкоштовно. Лише один землянин — фермер на ймення Гайворт — не продавав свої кінцівки канібалам, а далі жив у своїй очеретяній хатині. «Він не надокучав своїм новим сусідам, і вони не надокучали йому. Він мав все те, що йому потрібно, так само й вони. І жили вони довго і щасливо.»

### Принцеса з роздвоєним язичком
У королівстві Франкенбург жила собі принцеса надзвичайної краси, але мала вона один дивний секрет — зміїний язик та луску на спині. Дізнавшись про це дивацтво, принц, який мав одружитися з принцесою відрікся від свого задуму, а батько-король велів ув'язнити доньку та офіційно оголосив про її смерть. Втікши з в'язниці за допомогою кислотної отрути зі свого язика, принцеса пішла світами. Одного дня, до неї дійшла чутка про дивного принца з далекого королівства, який перетворювався на слимака кожного разу, коли відчував пригнічення. Це був її шанс довести, що вона таки може одружитися. Проте, прибувши на місце, виявилось, що королева кинула принца в буцегарню та оголосила про його смерть від важкої хвороби. Принцеса поспішила визволити королевича, але той довідавшись про її дивацтво, теж відмовився одружуватись, тому вона залишила його і далі гнити у темниці . Врешті-решт, принцеса дізналася, що її батька-короля усунули з трону та ув'язнили. Вона поспішила визволити батька, але той відмовився визнавати доньку. Одначе, допомігши своєму панотцю, «принцесу огорнуло шалене щастя — адже своїм проявом доброти вона звільнила їх обох».

### Перша імбрина
«Першою імбриною була не жінка, яка могла перевтілюватися у птаха, а птаха, яка могла перевтілюватися в жінку».
Серед зграї яструбів Імін вважалася «дивною», адже вона могла набувати людської подоби. Після кривавої боротьби з іншою зграєю птахів, під час якої загинула практично вся її сім'я, Імін відійшла від свого пташиного життя та поселилася разом із людьми. Але тільки-но вони дізнавалися про її дивне вміння, жінку-яструба проголошували відьмою та їй знову доводилося тікати. Одного дня, вона натрапила на цілий табір «дивних», які стали вигнанцями через свої дивовижні вміння. Тривав один із найтемніших періодів в їхній історії, коли «нормальні» почали на них полювання. Імін, однак, мала ще одну особливість — вміла повертати назад час. Тому, коли на табір напала ціла армія розлючених «нормальних», їй вдалося створити свого роду часовий контур, в якому всі дивні були в безпеці. З надією утворити такі часові петлі по всій Британії, Імін вирушила на пошуки собі подібних. Їй вдалося здійснити свій намір, а жінок-птахів почали називати на її честь — імінами (з плином часу це слово трансформувалося в імбрини).

### Жінка, яка дружила з привидами
Дівчина на ймення Гільда могла бачити привидів. Ще дитиною вона потоваришувала з привидом своєї померлої сестри, але коли Гільді виповнилося 18, сестра покинула її. Дівчині ніяк не вдавалося потоваришувати з живими людьми, тому вона вирішила знайти собі друзів серед привидів. Проте, це також було не таке вже й просте завдання. Одного дня, Гільда дізналася про часто навідуваний привидами будинок, що знаходився в португальському місті Куїмбра, та написала власнику з пропозицією купити його дім. Хазяїн відмовився, бо будинок перебував у власності його сім'ї протягом багатьох поколінь. Між ними, однак, почалось листування. Один із своїх листів португалець закінчив словами: «Твій друг, Жоау», а в іншому запросив дівчину до себе в гості. Врешті-решт, вони закохалися один в одного та одружилися. Тепер Гільді не було потреби заводити друзів серед привидів, адже вона мала Жоау.

### Кокоболо
Ліу Чі — батько Чжена — був моряком та відомим дослідником океану. Вирушаючи експедицією в пошуках легендарного острова Кокоболо, де рубіни ростуть на деревах, батько сказав сину: «Якщо я не повернусь, пообіцяй одного дня знайти мене. Не дозволяй траві рости під ногами.» Минули роки, Чжен став успішним купцем-моряком та не спішив виконувати батькову настанову. Батько, однак, почав з'являтися синові уві снах, а одного дня на Чженових ступнях почала рости трава, з-під пах — водорості, а зі шкірних порів посипався пісок. За допомогою дельфінів Чжен добувся легендарного острівця, де виявилось, що острів і був його батьком, який зазнав такої дивної трансформації. На Чжена чигала така ж доля, але він вирішив опиратися такому присуду фатуму. Повернувшись додому, Чжен ампутував свої ступні та залив усі пори клеєм та протягом багатьох років опирався перетворенню. Одного дня, Чжен таки став островом та возз'єднався з батьком, який радо прийняв його. Перетворившись на острів, Чжен «відчув щось дивне та зовсім нове. Він відчув себе тим, хто він є».

### Голуби святого Павла
Давним-давно, ще до того, як у Лондоні почали з'являтися вежі, шпилі чи будь-які інші великі будівлі, дивні голуби жили високо на деревах і таким чином трималися подалі від гамору та шуму людського суспільства. Але Лондон ріс. Люди своїми вежами, церквами та шпилями почали втручатися у приватний простір голубів. Тому, на голубиній раді, було вирішено — всіляко запобігати зведенню таких високих споруд. Протягом багатьох років голуби не дозволяли людям побудувати щось величне. Вони підпалювали споруди, гадили на архітектурні плани тощо.Одного дня, однак, до голубів навідався архітектор на ймення Несміт та запропонував побудувати великий собор святого Павла, який кардинально відрізнятиметься від усіх попередніх споруд — в ньому буде багато недоступних для людей закапелків, куди зможуть поселитися самі голуби. І птахи миру дали згоду і відтоді всіляко оберігали той собор.

### Дівчина, яка вміла приручати нічні жахіття
Дівчинка Лавінія мала добре серце та любила допомагати людям. Саме тому більш за все на світі вона хотіла піти по стопах свого батька та стати лікарем. Однак, в ті часи в Америці не було жінок-лікарів, і батько всіляко схиляв доньку до більш практичного фаху вчителя.
Одного дня, Лавінія відкрила у собі одне дивне вміння — вона могла позбавляти людей кошмарів, витягуючи з їхнього вуха чорну голкопобідну речовину, що отруювала людям розум. У неї появилося безліч пацієнтів, серед яких і хлопець, що вбив своїх батьків. Вона допомогла йому, адже не знала від чого саме хлопчина страждає на страшні сни. Врешті-решт, дівчині довелося зупиняти того юнака, який, позбувшись кошмарів, знову пішов учиняти вбивства. Після цього випадку, Лавінія перестала використовувати своє вміння. Вона присвятила себе вивченню людського розуму та стала першою в Америці жінкою-психологом.
«Казка попереджає дивних дітей про те, що деякі їхні таланти є дуже складними і небезпечними, аби їх використовувати».

### Сарана
У пошуках кращого життя Едвард емігрував з Норвегії до Америки (Дакота), де відкрив власну малу ферму. Одружившись, у нього народився син, але дитина явно була незвичайною: він мав настільки велике серце, що одна частина грудей виглядала помітно більшою за другу. Місцевий цілитель визнав хлопця «дивним». Невдовзі після пологів, його мати помирає.  Едвард назвав хлопця Оллі та виховував його сам. Коли юнаку виповнилося чотирнадцять, на Дакоту прийшло нашестя сарани, яке змітало все на своєму шляху та приносило збитки місцевим фермам. Оллі відмовився знищувати сарану та навіть таємно прихистив одну тваринку та мав її за домашнього улюбленця. Дізнавшись про це, батько вигнав сина з дому, а Оллі перетворився на велетенську сарану, адже у цьому і полягала його особливість: «Якщо людина з певним дивним темпераментом та великим щедрим серцем не відчуває любові з боку собі подібних, вона перетворюється на істоту до якої найбільш прив'язана».
Приєднавшись до зграї гусей, Оллі пішов світами. А батько — Едвард — згодом знову одружився. У нього народилася донька на ймення Асґард. Щоб не допуститися старої помилки, Едвард любив доньку усім серцем. Коли Асґард виповнилося вісім, батько впіймав велетенського гусака, який відбився від своєї зграї та приземлився біля їхнього будинку. Гусак став домашнім улюбленцем дівчинки. Відчувши любов собі подібних, хлопець з тварини знову перетворився на людину. «Оллі розповів їм, як протягом шести років був гусаком. З того дня він став повноцінним членом сім'ї. Незважаючи ні на що, Едвард любив свого сина, а Оллі більше ніколи не втрачав своєї людської подоби. І  жили вони довго та щасливо.»

### Хлопець, який зміг приборкати море
Під час жахливого голоду в Ірландії, жив собі хлопець на ймення Фарґус, який міг приборкувати течії та хвилі. Ще змалечку він дізнався про цю свою дивну особливість, коли вперше відвідав узбережжя. Але жив він далеко від моря, де майже не було можливості застосувати своє вміння. Фарґус не міг залишити свою матір, яка була занадто слабкою для подорожей. На смертному одрі, однак, мати змусила сина пообіцяти, що одразу після її смерті він вирушить до узбережжя, але «з настановою не розповідати людям про те, що він вміє, сиріч люди перетворять його життя на пекло».
Ферґус вирушив до моря, але кожного разу, як він розповідав людям про свою здатність з ним траплялося якесь нещастя. Врешті-решт, після низки перепетій, на морі Ферґус зустрічає дівчину на ймення Сезарія, що могла контролювати вітри (вона самотужки керувала кораблем). «І двоє дивних дітей в заціпенінні довго сміялися один до одного, адже вони усвідомили, що вони нарешті знайшли когось, з ким можна поділитися своєю таємницею».

### Казка про Катберта
Давним-давно, ще коли на Землі блукали велетні, один із них жив поблизу древнього лісу, де водилися дивні тварини (ведмегрими, емурафи тощо). Звали велета Катбертом. Одного дня, розчавивши мисливця, Катберт врятував емурафу та задля її подальшої безпеки висадив її на вершину гори. Звістка про це розлетілася по всьому лісі, і невдовзі все більше і більше дивних тварин просили висадити їх на вершину гори, подалі від небезпеки. Велетень погодився, але за умови, що тварини розмовлятимуть із ним (на світі тоді залишалось мало велетів і він почувався самотнім). Все було чудово, аж поки до Катбрта не навідалася відьма, яку найняли родичі розчавленого мисливця. Вона перетворила велетня на камінь. Кам'яніючи, Катберт кликав тварин спуститися з гори та поговорити з ним. Він благав і благав, аж поки не скам'яніло його горло. Але через велику небезпеку тварини так і не спустилися.
Альтернативна кінцівка
Тварини все-таки спустилися та, поселившись у роті велетня, склали йому компанію, адже Катберт скам'янів не повністю — було чути, як б'ється його серце.« Ще багато років пройшло, аж поки Катбертове серце нарешті зупинилося. Він помер мирно, в оточенні друзів, щасливим велетнем». А невдовзі імбрина пані Королик створила вхід до часового контуру для дивних тварин в середині Катбертового рота.

## Переклади українською
- Ренсом Ріґґз. «Казки про дивних». Пер. з анг. Олена Любенко. — Харків: КСД, 2017. — 192 с. ISBN 978-617-12-3179-5[4]